# عرضه اولیه سکه
عرضه اولیه سکه (به انگلیسی: Initial Coin Offering) یا به اختصار ICO، به اولین فروش یک ارز دیجیتال توسط توسعه دهنده آن بدون واسطی همانند صرافی‌ها و بنگاه‌های تجاری گویند که به صورت معمول دریافت رمز ارز در روش عرضه اولیه سکه ارزان تر از خرید آن در صرافی‌ها می‌باشد.
عرضه اولیه سکه می‌تواند سرمایه‌هایی از کاربران مشتاق به سرمایه گذاری در نوآوری‌های بلاکچین جذب کند و این روش بدینگونه است در قبال دادن ارز های دیجیتال نوپا،ارز های دیجیتال رایجی مانند بیت کوین، اتریوم، لایت کوین و ... را دریافت می‌کنند و مکان این تبادلات رمز ارزی بیشتر در وبسایت سازنده آن رمز ارز است که نشانی آنان در سایت‌های خبری مرجع رمز ارز موجود است. 

## تاریخچه
در سال ۲۰۱۳ میلادی اولین رمزارز که توسط عرضه اولیه سکه توزیع شد رمز ارز ریپل بود. در آغاز سال ۲۰۱۳ شرکت "Ripple Labs" دست به ساخت سیستم پرداختی کرد و نزدیک به ۱۰۰ میلیارد رمز ارز XRP تولید کرد. این شرکت رمز ارزهای تولیدی را به روش عرضه اولیه سکه فروخت تا بتواند هزینه‌های لازم برای توسعه و پیشبرد پروژه را بدست آورد.
در طی سال ۲۰۱۴ میلادی، هر واحد اتریوم  به اندازه دریافت ۰.۰۰۰۵ بیت کوین فروخته شد و با این کار توسعه دهندگان اتریوم توانستند نزدیک به ۲۰ میلیون دلار سرمایه جذب کنند و باعث پیشرفت پروژه باشد.